# 摩尼像絹畫掛軸
《摩尼像》（日语：マニ像）是一幅元或明朝時期的絹畫掛軸，出自中國南方沿海地區，描繪摩尼教創始人摩尼的肖像，已完全漢化。

## 發現過程
這幅畫的黑白照片最初載於1937年的日本東洋美術期刊《國華》，但沒有給出收藏地點以及其他相關訊息。根據匈牙利亞洲宗教藝術史學家古樂慈的研究，該畫同《冥王聖幀》中描畫的摩尼雕像特徵相似，應是當年中國南方的摩尼教徒用作宗教崇拜的聖像。原本由於無法考證來源，所以普遍認為已在第二次世界大戰期間佚失。但京都大學的文獻語言學教授吉田豐於2019年在日本大阪的藤田美術館發現《摩尼像》之眞品原作，之後該畫在奈良國立博物館擧辦的上公開展出。

## 图集

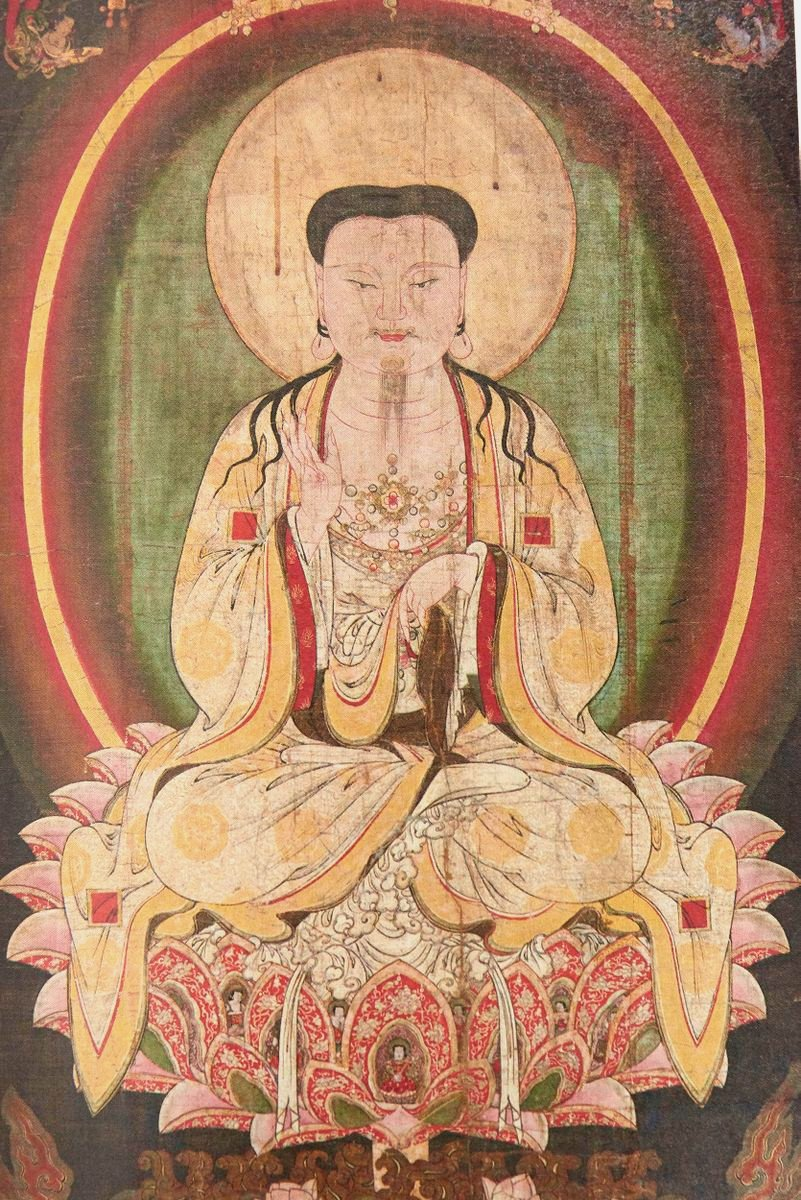
原畫主像細節
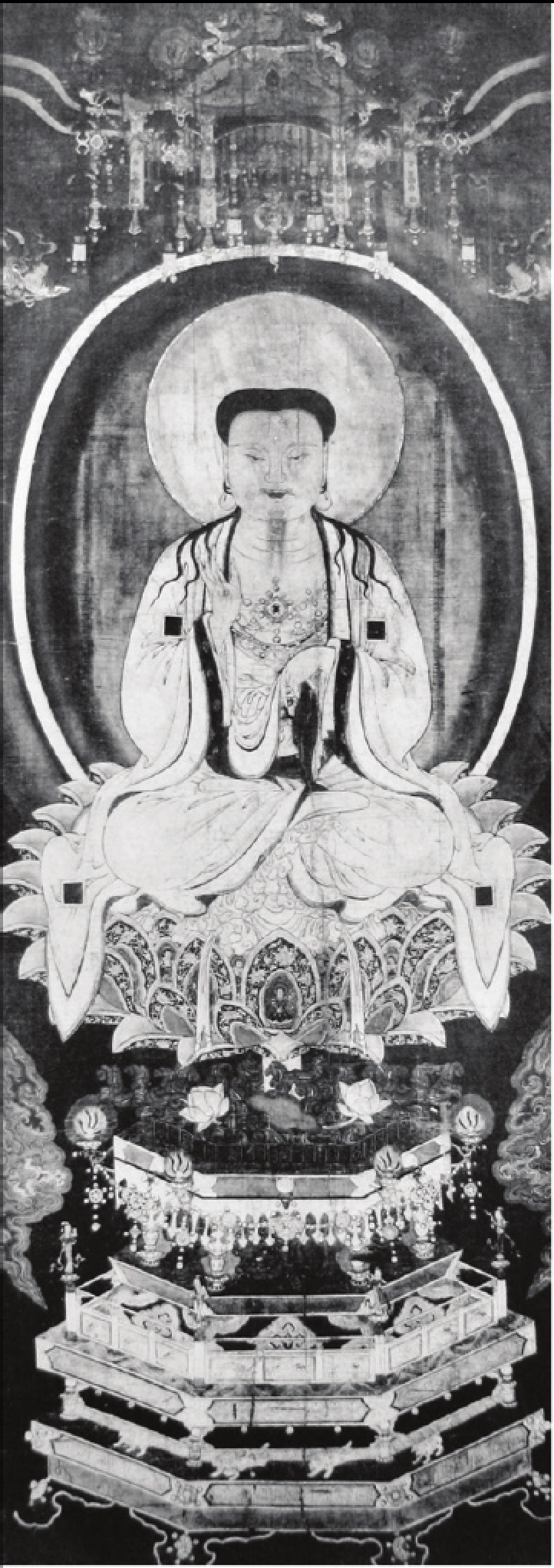
發表於《國華》上的黑白照片
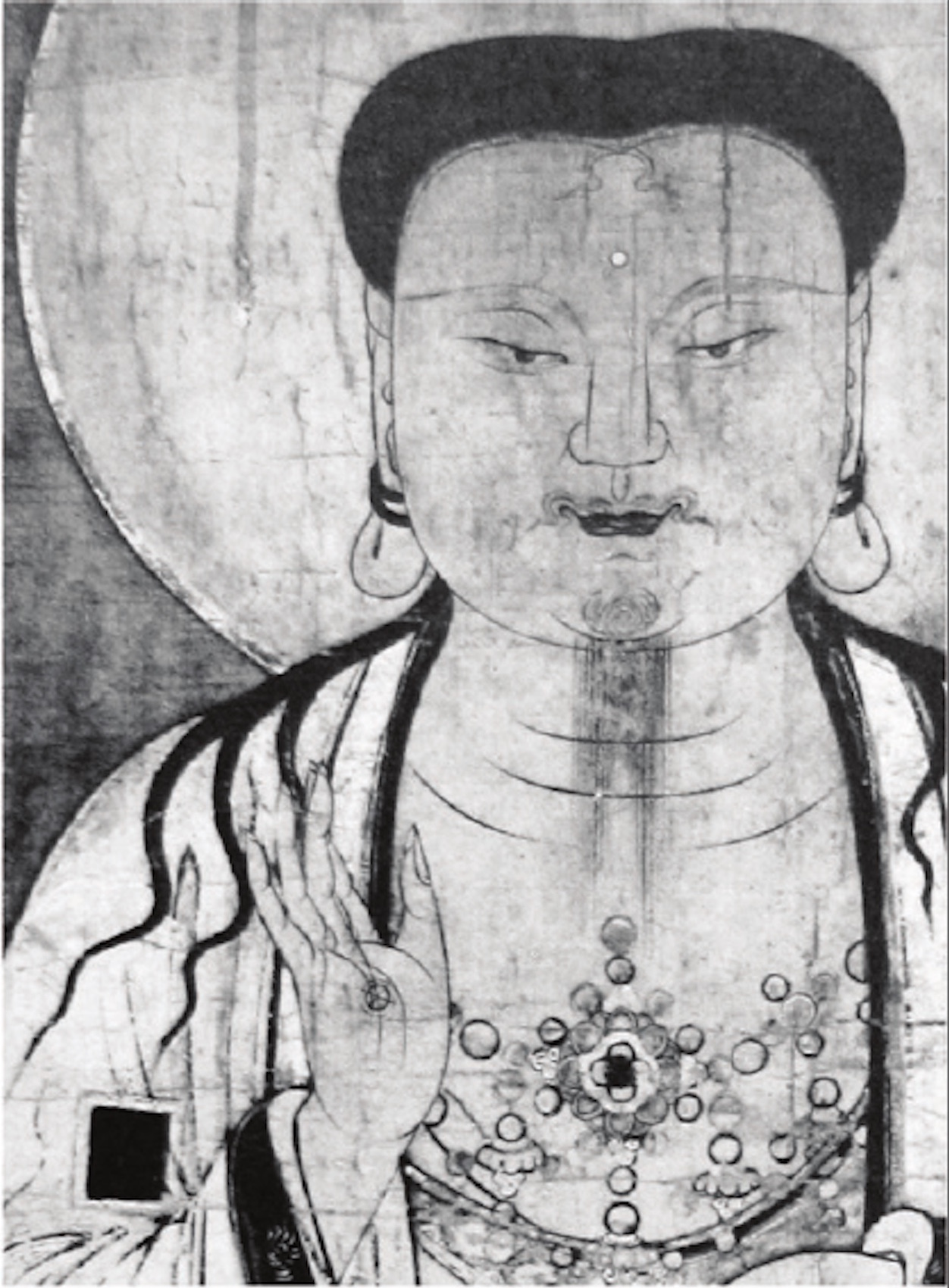
主像細節：胸前佩戴的寶石瓔珞，白袍上的黑色方形印紋
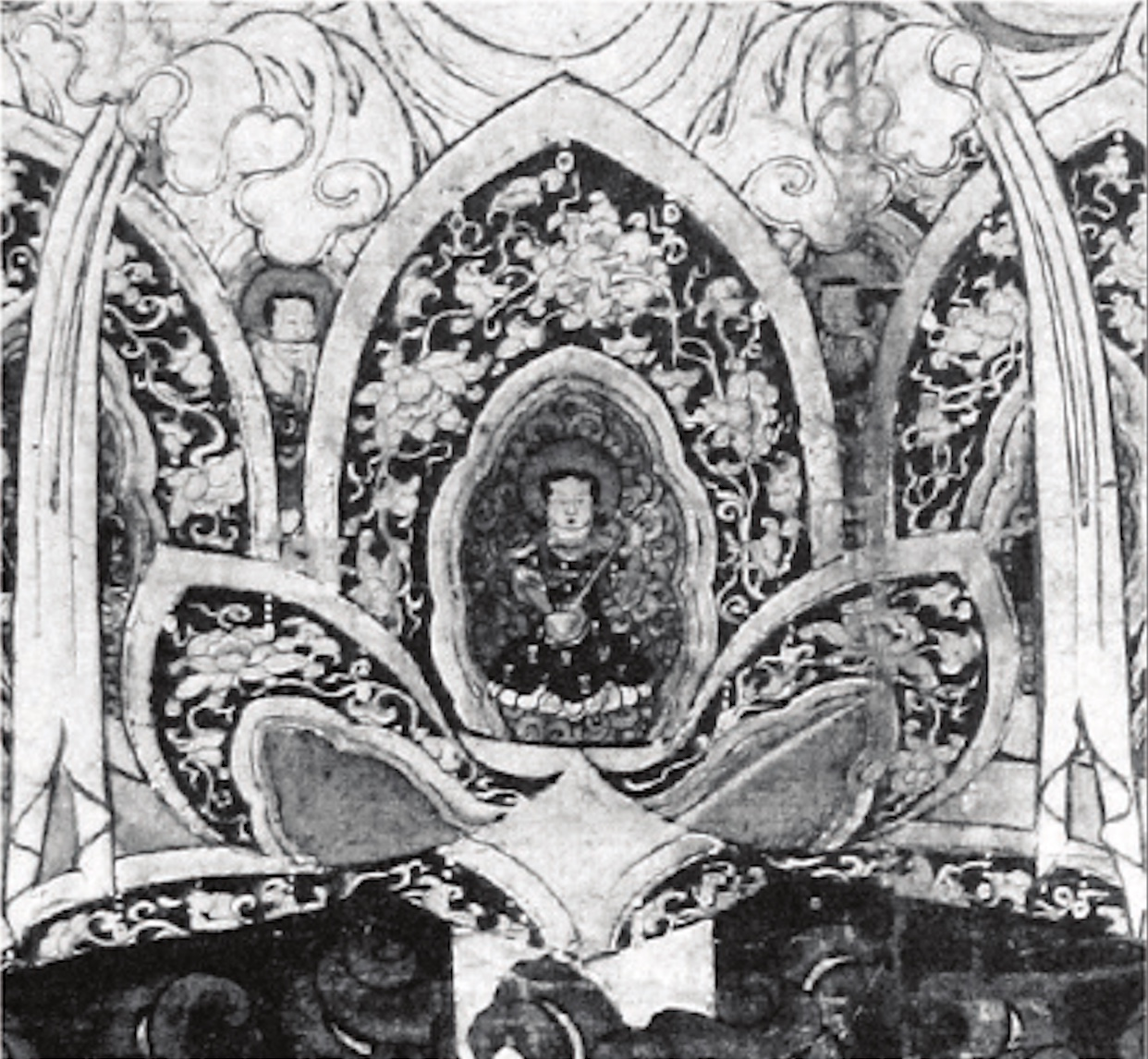
蓮花臺細節：正在演奏的伎樂天，可見其服飾還帶有西域風格

對比
古樂慈製作的對比圖，將該畫細節同《冥王聖幀》裡的摩尼雕像以及泉州市草庵的摩尼光佛像進行對比。

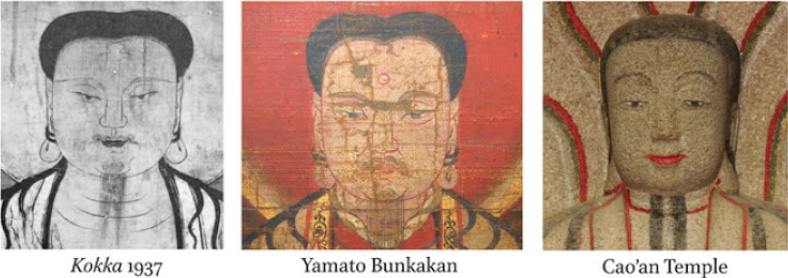
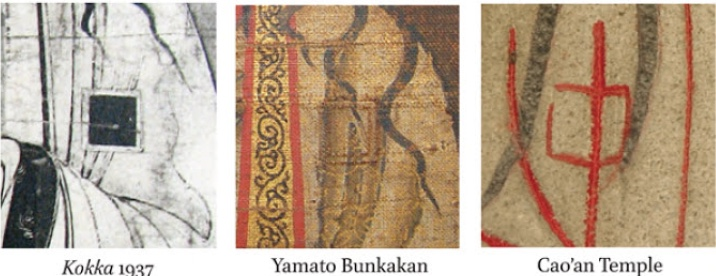
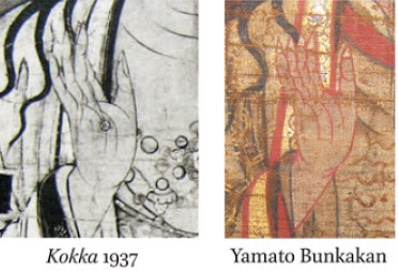
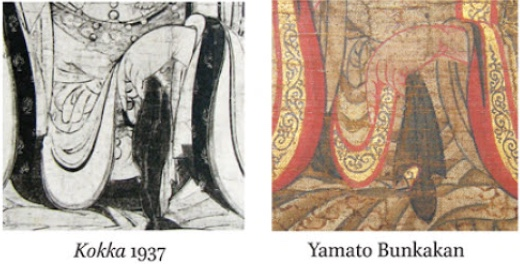

## 補說

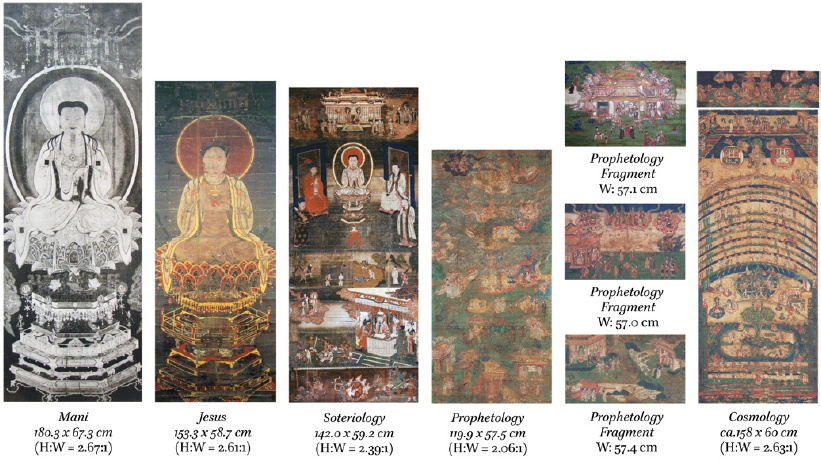
八幅絹畫圖集

目前已知的中國摩尼教絹畫掛軸包括該《摩尼像》在內共八幅，可分為四大類：
單體神像兩幅（描繪摩尼和耶穌）
- 摩尼像
- 夷數佛幀

描繪救贖論（Soteriology）的畫軸一幅
- 冥王聖幀

描繪先知論（Prophetology）的畫軸四幅
- 摩尼的父母
- 摩尼誕生圖
- 聖者傳圖 1
- 聖者傳圖 2

描繪宇宙論（Cosmology）的畫軸一幅
- 摩尼教宇宙圖